# Mambo (Botswana)
Mambo é uma vila localizada no distrito Nordeste em Botswana. Possuía, em 2011, uma população estimada de 569 habitantes.